# Karol Drzewiecki
Karol Drzewiecki (* 1. November 1995 in Gorzów Wielkopolski) ist ein polnischer Tennisspieler.

## Karriere
Drzewiecki begann 2013 Profiturniere auf der drittklassigen ITF Future Tour zu spielen; 2014 wurde er erstmals in der Tennisweltrangliste geführt. Ein Jahr später gewann er im Doppel seine ersten vier Future-Titel, wodurch er in der Rangliste Ende des Jahres auf Platz 513 stand, während er im Einzel nur knapp in die Top 1000 eingezogen war. In den folgenden Jahren verbesserte Drzewiecki sein Ranking im Doppel sukzessive, stagnierte aber im Einzel, wo er 2018 seinen bislang einzigen Future-Titel gewann und einen Karrierebestwert von Platz 827 vorzuweisen hat. Im Doppel gewann er in jedem Jahr bis 2018 mindestens einen Titel und steht insgesamt bei zehn Erfolgen.
Nach ersten Auftritten auf der höher dotierten ATP Challenger Tour ab 2016, erreichte er ein Jahr später bereits zweimal das Viertelfinale, ehe er 2018 bei zwei Turnieren den Titel gewann: Im September im heimischen Stettin an der Seite von Filip Polášek sowie am Saisonende im italienischen Andria mit seinem Landsmann Szymon Walków. Seine höchste Platzierung erreichte er danach mit Platz 203.

## Erfolge
| Legende (Anzahl der Siege) |
| Grand Slam                 |
| ATP Finals                 |
| ATP Tour Masters 1000      |
| ATP Tour 500               |
| ATP Tour 250               |
| ATP Challenger Tour (15)   |

### Doppel

#### Turniersiege
| Nr. | Datum              | Turnier    | Belag         | Partner              | Finalgegner                             | Ergebnis           |
| --- | ------------------ | ---------- | ------------- | -------------------- | --------------------------------------- | ------------------ |
| 1.  | 16. September 2018 | Stettin    | Sand          | Filip Polášek        | Guido Andreozzi Guillermo Durán         | 6:3, 6:4           |
| 2.  | 24. November 2018  | Andria     | Hartplatz (i) | Szymon Walków        | Marc-Andrea Hüsler David Pel            | 7:610, 2:6, [11:9] |
| 3.  | 8. März 2020       | Monterrey  | Hartplatz     | Gonçalo Oliveira     | Orlando Luz Rafael Matos                | 6:75, 6:4, [11:9]  |
| 4.  | 4. September 2021  | Mallorca   | Hartplatz     | Sergio Martos Gornés | Fernando Romboli Jan Zieliński          | 6:4, 4:6, [10:3]   |
| 5.  | 12. November 2022  | Montevideo | Sand          | Piotr Matuszewski    | Facundo Díaz Acosta Luis David Martínez | 6:4, 6:4           |
| 6.  | 24. Juni 2023      | Posen      | Sand          | Petr Nouza           | Ariel Behar Adam Pavlásek               | 7:62, 7:62         |
| 7.  | 7. Oktober 2023    | Lissabon   | Sand          | Zdeněk Kolář         | Jaime Faria Henrique Rocha              | 6:2, 7:65          |
| 8.  | 11. November 2023  | Matsuyama  | Hartplatz     | Zdeněk Kolář         | Toshihide Matsui Kaito Uesugi           | 6:3, 6:2           |
| 9.  | 13. Januar 2024    | Oeiras     | Hartplatz (i) | Piotr Matuszewski    | Arjun Kadhe Marcus Willis               | 6:3, 6:4           |
| 10. | 2. November 2024   | Guayaquil  | Sand          | Piotr Matuszewski    | Luís Britto Marcelo Zormann             | 6:4, 7:62          |
| 11. | 9. November 2024   | Lima       | Sand          | Piotr Matuszewski    | Luís Britto Gustavo Heide               | 7:5, 6:4           |
| 12. | 23. November 2024  | Montemar   | Sand          | Piotr Matuszewski    | Daniel Rincón Abedallah Shelbayh        | 6:3, 6:4           |
| 13. | 8. März 2025       | Córdoba    | Sand          | Piotr Matuszewski    | Fernando Romboli Matías Soto            | 6:4, 6:4           |
| 14. | 20. April 2025     | Oeiras     | Sand          | Piotr Matuszewski    | Francisco Cabral Lucas Miedler          | 6:4, 3:6, [10:8]   |
| 15. | 19. Juli 2025      | San Marino | Sand          | Ray Ho               | Miloš Karol Witalij Satschko            | 7:5, 7:63          |